# Dischistus mittrei
Dischistus mittrei är en tvåvingeart som först beskrevs av Seguy 1930.  Dischistus mittrei ingår i släktet Dischistus och familjen svävflugor. Inga underarter finns listade i Catalogue of Life.